# 明電舎
株式会社明電舎（めいでんしゃ、英：Meidensha Corporation）は、東京都品川区大崎に本社を置く電気機器メーカーであり、住友グループ広報委員会に参加する企業である。
重電5社（日立製作所・東芝・三菱電機・富士電機・明電舎）の一角で重電機器およびシステム、水処理システム、産業システム機器などを手がける。また、自動車開発用試験装置で国内首位。1897年12月22日創業の老舗で、2017年に創業120周年を迎えた。

## 主力製品・事業
- 電力・エネルギーシステム
  - 変電・配電システム（真空遮断器（VCB）/真空インタラプタ（VI）/特高開閉装置（GIS）/高圧開閉装置/変圧器/移動用変電設備/避雷器（ソレスター）等）
  - 発電システム（タービン発電機/エンジン発電機/非常用発電装置/デジタルAVR/移動電源車/MGセット/コージェネレーション・常用発電設備/バイオマス発電システム等）
  - 再生可能エネルギー（太陽光発電システム/水力発電システム等）
  - 蓄電池システム（蓄電併設型太陽光発電システム/蓄電池用交直変換装置等）
  - UPS（無停電電源装置等）
  - EMS（スマートEMS/EMS統合システム/マイクログリッドシステム等）
  - 誘導加熱製品（高周波溶接システム/誘導加熱用高周波電源/誘導加熱用コイル等）
- 水インフラシステム
  - 上下水道システム/水クラウド・コンピューティング/排水処理システム/水道事業維持管理等
- 電鉄用システム
  - 交流き電システム（変圧器/遮断器/電力補償装置/制御用配電盤）
  - 直流き電システム（整流器用変圧器/シリコン整流器/遮断器/PWMコンバータ/制御用配電盤）
  - 回生失効対策装置（IGBT回生インバータ/抵抗式回線電力吸収装置）
  - 架線検測装置（カメラ画像処理技術を用いた鉄道架線の架線検測装置）
  - パンタグラフ監視装置（カメラ画像処理技術を用いた鉄道パンタグラフの監視装置）
  - 電力管理システム
- 産業用コンポーネント
  - モータ・インバータ（代表的な採用例：国内外の低層～超高層ビルのエレベータ/射出成形機/電動フォークリフト/電動ゴルフカート等）
  - 真空コンデンサ（代用的な採用例：半導体・液晶パネル・太陽光発電パネル製造装置/非接触給電装置/加速器/医療機器/放送通信設備等）
  - パルス電源（代用的な採用例：エキシマレーザー/EUV光源/プラズマCVD/スパッタ/排ガス処理/プラズマ脱臭/シンクロトロン/電磁加速器レールガン等）
  - 産業用コントローラ（代表的な採用例：半導体製造ラインの産業用パソコン等）
  - 通信機器（代表的な採用例：半導体製造ラインのスイッチングハブ/通信設備のアナログモデム等）
  - エレベータ用ロープ保守点検製品（カメラ画像処理技術を用いたロープテスター）
  - カーボンナノ系冷陰極X線管（代用的な採用例：X線検査装置、非破壊検査装置等）
- 電車自動車・ハイブリッドカー駆動システム
  - EV・PHEV駆動用モータ/インバータ/ジェネレータ等
- 自動車開発用試験装置
  - 試験システム/ダイナモメータ/計測システム等
- 産業物流製品
  - 無人搬送車システム（台車形AGV・全方位走行形AGV・サイドフォーク形AGV・無人搬送車キット等）
- ICT
  - AIやIoTによる運転管理、監視、メンテナンスクラウドサービス等
- プラント建設工事
  - 国内外のプラント工事・フルターンキー工事/安全体感教育/プラント建設研修等

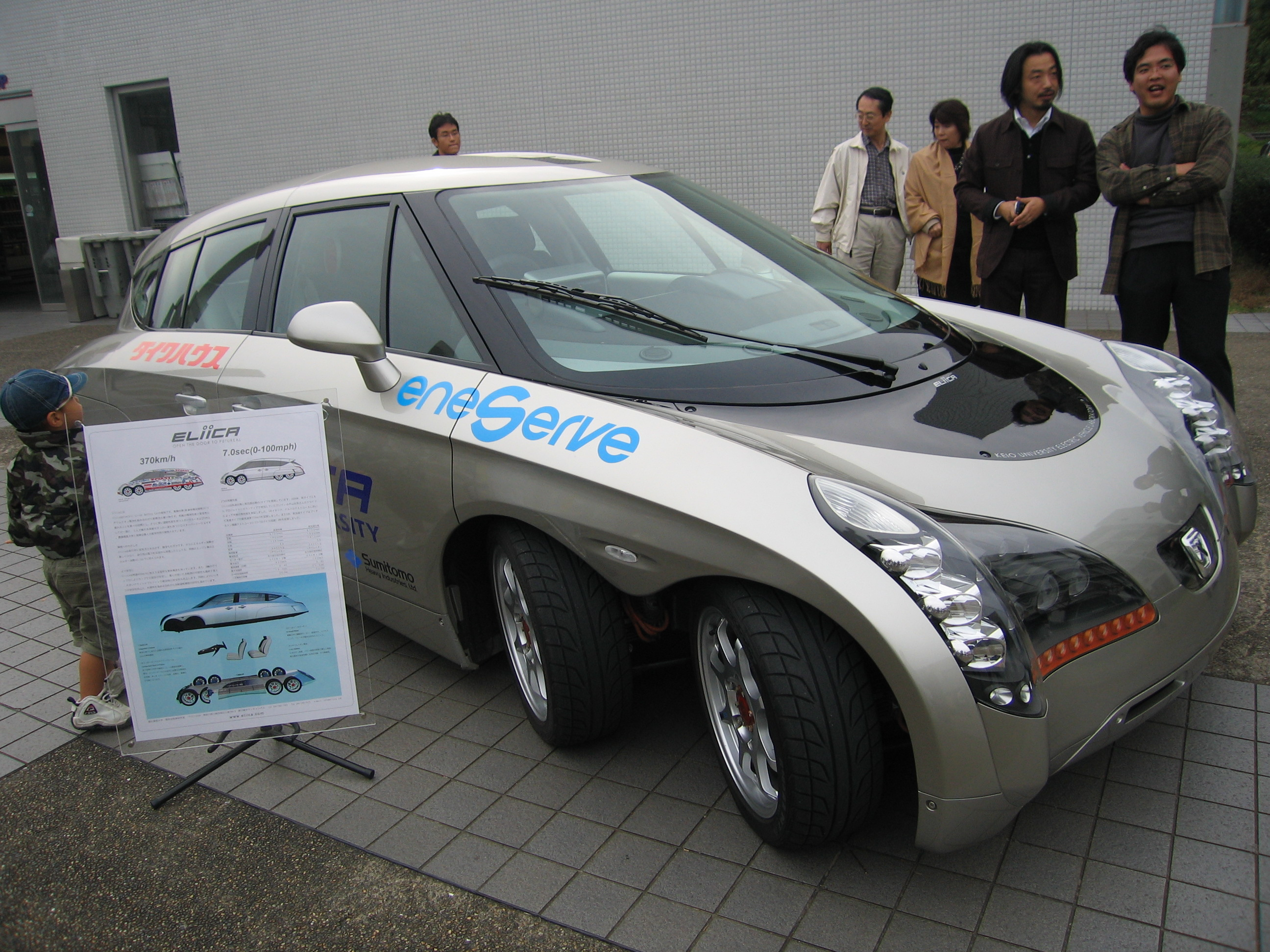
明電舎製インホイールモーターを搭載した電気自動車のエリーカ

- 保守・メンテナンス

## 主要事業所
- 本社 - 東京都品川区大崎2-1-1
- 総合研究所 - 東京都品川区大崎2-8-1
- 沼津事業所 - 静岡県沼津市東間門字上中溝515
- 太田事業所- 群馬県太田市西新町127
- 名古屋事業所 - 愛知県清須市西枇杷島町一反五畝割496-1
- 甲府明電舎 - 山梨県中央市中楯825
- 支社・支店・営業所 - 全国46ヶ所

## 沿革
- 1897年1月 - 三吉電機工場より独立した重宗芳水が設立[1]。
- 1901年 - 1馬力（0.75kW）の三相誘導電動機を製造。
- 1906年 - 5馬力（3.8kW）以下の三相誘導電動機を独自の設計法をもって標準化、汎用電動機として本格生産を開始。
- 1906年12月 - 東京市内の電動機シュアの約6割を占める（東京市内の電動機746台の内の463台が明電舎製で、残り283台の過半数は輸入品）[2]。
- 1912年 - 大崎工場を創設[3]。
- 1917年6月 - 株式会社となる（資本金200万円）。社長には芳水の妻である重宗たけが就いた[4]。
- 1931年 - 2代目重宗芳水が第3代社長に就任[5]。
- 1935年 - 名古屋工場を創設。
- 1937年 - 品川工場を創設。
- 1939年 - 西尾工場を創設。
- 1955年 - AEGと技術提携（空気遮断器・変圧器）。
- 1958年 - 東京都千代田区に本社事務所を開設。
- 1961年 - 沼津工場を創設、変圧器工場が稼動。ASEAと技術提携（タービン発電機）。
- 1967年 - 沼津に電子装置工場を新設。
- 1968年 - GEと技術提携。
- 1969年 - SEVCONと技術提携（フォークトラック用電装品）。AEGと技術提携（サイリスタ整流器・プロセッシングライン）。
- 1970年 - 沼津にシステム装置・機器工場を新設。GEと技術提携（合繊用ヒータと制御装置・大形直流器）。
- 1972年 - パワートロニクスを掲げる。
- 1973年 - GEと技術提携（高周波サイリスタインバータ）。
- 1976年 - 五反田事務所を開設。
- 1977年 - 太田工場を創設。
- 1979年 - シンガポールで変圧器の生産を開始。
- 1980年 - パワートロニクス&メカトロニクスを掲げる。
- 1983年 - パワートロニクス&メカトロニクス&エレクトロニクスを掲げる。
- 1985年 - 企画管理、営業、技術及び生産の総本部制に改組。
- 1987年
  - 90周年記念事業として技術展を開催。
  - 英文社名をMEIDENSHA CORPORATIONに変更。
  - CIを導入し、Mをモチーフにしたシンボルマークを採用。
- 1993年 - 総合研究所を建設。
- 1995年 - 東京都中央区に本社事務所を移転。
- 1997年 - 創業100周年を迎える。
- 1999年 - 営業、技術、生産部門を一体化した事業本部制に改組。
- 2000年
  - 新中期経営計画「ニューコンストラクション21（NC21）」を掲げる。
  - 高圧電動機及び中小容量発電機事業における日立製作所および富士電機との提携合意を発表。三社合弁によりジャパンモータアンドジェネレータ株式会社を設立。
- 2001年 - 変電、配電分野における日立製作所および富士電機との提携合意を発表。三社合弁により株式会社日本AEパワーシステムズを設立[6]。
- 2002年 - 変電事業を会社分割し、従業員・資産・設備および一部営業権を日本AEパワーシステムズへ移管。
- 2003年 - 明電エンジニアリング株式会社を合併。
- 2004年 - アレスター事業においてABB社との合弁会社・MSA株式会社を設立。
- 2005年 - 世界貿易センタービルディングとの共同事業により、ThinkPark Tower着工。
- 2006年
  - 会社分割によりモータの開発・製造を株式会社甲府明電舎に統合。
  - 中国・杭州に明電舎（杭州）電気系統有限公司を設立し、モータの製造を開始。
- 2007年 - 創業110周年を迎える。ThinkPark Tower完成により、本社を品川区大崎に移転。
- 2008年 - 片岡啓治が代表取締役会長に、稲村純三が代表取締役社長にそれぞれ就任。
- 2009年
  - 中期経営計画「POWER 5」を掲げる。
  - 自動車試験機事業における小野測器との業務及び資本提携に関する契約書を締結。
- 2010年 - コネクレーンズ（フィンランド） との合弁を解消し、MHSコネクレーンズの保有株式を譲渡。
- 2012年 - 日本AEパワーシステムズの3社合弁を解消し、明電T&D株式会社が一部の事業を継承[7]。
- 2013年
  - 明電T&D株式会社を合併。
  - 稲村純三が代表取締役会長に、浜崎祐司が代表取締役社長にそれぞれ就任。
  - MSA株式会社を合併[注釈 1]。
  - 分社化により、株式会社明電エンジニアリングほか地域会社3社を設立。
- 2014年
  - 株式会社メイフィス、明電システムエンジニアリング株式会社、明電ITシステムズ株式会社を合併。
  - Prime Electric社に資本参加。
- 2015年
  - 保守・サービス事業を、株式会社明電O&M及び株式会社明電エンジニアリングの2社に再編。
  - TRIDELTA GmgHからTRIDELTA（現・TRIDELTA MEIDENSHA GmbH）を買収。
- 2017年 - 創業120周年を迎える。
- 2018年 - 浜崎祐司が代表取締役会長に、三井田健が代表取締役社長にそれぞれ就任。

## 主要関連会社

### 国内グループ企業
- 明電エンジニアリング
- 甲府明電舎
- 明電興産
- 明電商事
- 明電システム製造
- 明電機電工業
- 明電ファシリティサービス
- 明電アクアビジネス
- 明電ケミカル
- 明電システムソリューション
- 明電プラントシステムズ
- 明電ユニバーサルサービス - 知的障がい雇用を主目的とした特定子会社
- 明電北斗
- エムウインズ
- メックテクノ
- 株式会社あの津技研
- 明電テクノシステムズ

### 海外グループ企業
Germany
- MEIDEN EUROPE GmbH.
- TRIDELTA MEIDENSHA GmbH.

The United States
- MEIDEN AMERICA, INC.
- MEIDEN AMERICA SWITCHGEAR, INC.

China
- DONGGUAN MEIDEN ELECTRICAL ENGINEERING CO., LTD.
- MEIDEN ZHENGZHOU ELECTRIC CO., LTD.
- MEIDEN SHANGHAI CO., LTD.
- MEIDEN HANGZHOU DRIVE SYSTEMS CO., LTD.
- SHANGHAI MEIDENSHA CHANGCHENG SWITCHGEAR CO., LTD

Hong Kong
- MEIDEN PACIFIC (CHINA) LTD.

India
- MEIDEN INDIA PVT. LTD.
- PRIME MEIDEN LIMITED

Indonesia
- P.T. MEIDEN ENGINEERING INDONESIA

Korea
- MEIDEN KOREA CO., LTD.

Malaysia
- MEIDEN MALAYSIA SDN. BHD.
- MEIDEN METAL ENGINEERING SDN. BHD.

Singapore
- MEIDEN ASIA PTE. LTD.
- MEIDEN SINGAPORE PTE. LTD.

Thailand
- THAI MEIDENSHA CO., LTD.
- MEIDEN ELECTRIC (THAILAND) LTD.

United Arab Emirates
- MEIDENSHA CORPORATION DUBAI BRANCH

### 関係会社
- ジャパンモータアンドジェネレータ（持分法適用会社）- 日立製作所及び富士電機との三社合弁（出資比率：均等出資）

## 提供番組
現在
なし
過去
- ダウンタウンのごっつええ感じ（フジテレビ系列）
- 世界の常識・非常識!（フジテレビ系列）
- ニュースJAPAN（フジテレビ系列）
- なんてったって好奇心（フジテレビ系列）
- プロ野球オールスタースーパーバトル（東海テレビ制作・フジテレビ系列）
- Japan Super Challenge（同上）
- テレビ朝日水曜21時枠刑事ドラマ（テレビ朝日系列）
- 相葉マナブ（同上）

## メディア放送・掲載
- 2017年6月25日 Story 〜長寿企業の知恵〜 #017 『1897年創業 明電舎 13代目 稲村純三』[8]

## 関係する人物
- 重宗雄三 - 同社社長・会長を歴任、第3代参議院議長
- 関四郎 - 同社社長・会長を歴任、探偵小説家「芝山倉平」
- 石原洋三郎 - 同社出身の政治家、衆議院議員
- 岩本信一 - 同社出身のプロ野球選手・コーチ
- 姫野好治 - 同社出身のプロ野球選手
- 島野育夫 - 同社出身のプロ野球選手・コーチ
- 和田明 - 同社出身の高校野球指導者
- 岩堀恵祐 - 同社出身の工学者、静岡県立大学大学院生活健康科学研究科教授